# Federico Maria Giovanelli
Federico Maria Giovanelli (ur. 26 grudnia 1726 w Wenecji, zm. 10 stycznia 1800 tamże) – włoski duchowny rzymskokatolicki, biskup, patriarcha Wenecji.

## Biografia
Federico Maria Giovanelli urodził się 26 grudnia 1726 w Wenecji w Republice Weneckiej. 21 kwietnia 1754 otrzymał święcenia prezbiteriatu i został kapłanem patriarchatu Wenecji.
22 kwietnia 1773 nominowany został biskupem Chioggii, co zatwierdził papież Klemens XIV 12 lipca 1773. 18 lipca 1773 przyjął sakrę biskupią z rąk Kamerlinga Świętego Kościoła Rzymskiego kardynała biskupa Sabiny Carla Rezzonico. Współkonsekratorami byli arcybiskup in partibus infidelium Colossae Orazio Mattei oraz arcybiskup in partibus infidelium Aten Giuseppe Maria Contesini.
20 maja 1776 papież Pius VI mianował go patriarchą Wenecji. Był to ostatni patriarcha Wenecji wybrany w czasach Republiki Weneckiej. Jego pontyfikat przypadł na okres upadku Republiki, okupacji francuskiej i pierwszych lat rządów Austrii nad tym miastem. Zmarł 10 stycznia 1800.